# Вулиця Кругова (Львів)
Ву́лиця Кругова́ — вулиця в Залізничному районі Львова на Левандівці. Сполучає вулиці Калнишевського та Повітряну. Нумерація будинків ведеться від вулиці Калнишевського. Вулиця асфальтована, хідники відсутні. В середній частині з парного боку має тупикове відгалуження з ґрунтовим покриттям, з обох боків якого розташовані гаражі.
Вулиця названа 1957 року, з того часу не перейменовувалася.
Забудова вулиці Кругової двоповерхова барачна 1950-х та одноповерхова 2000-х років.

## Галерея

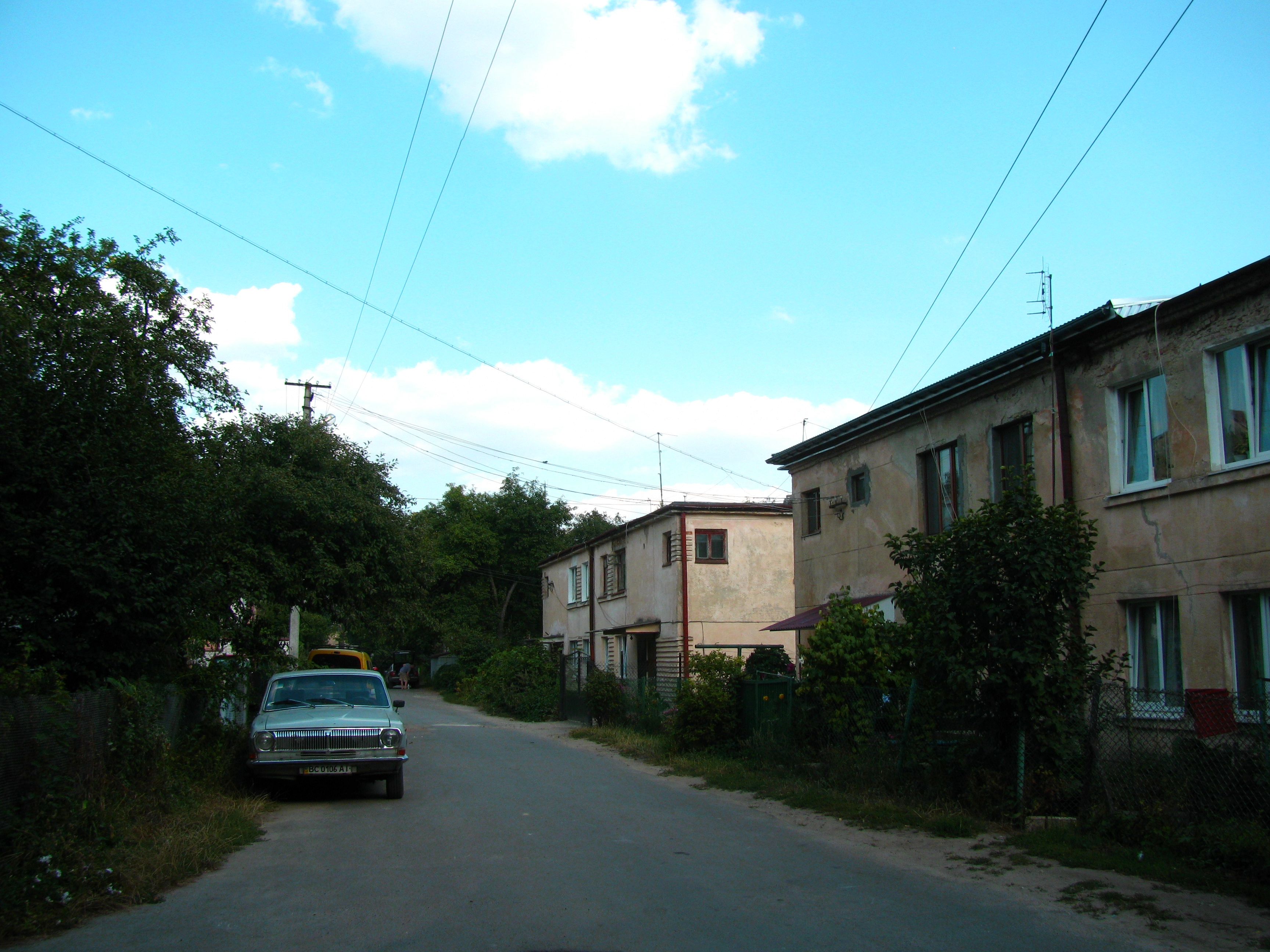
Середня частина вулиці Кругової
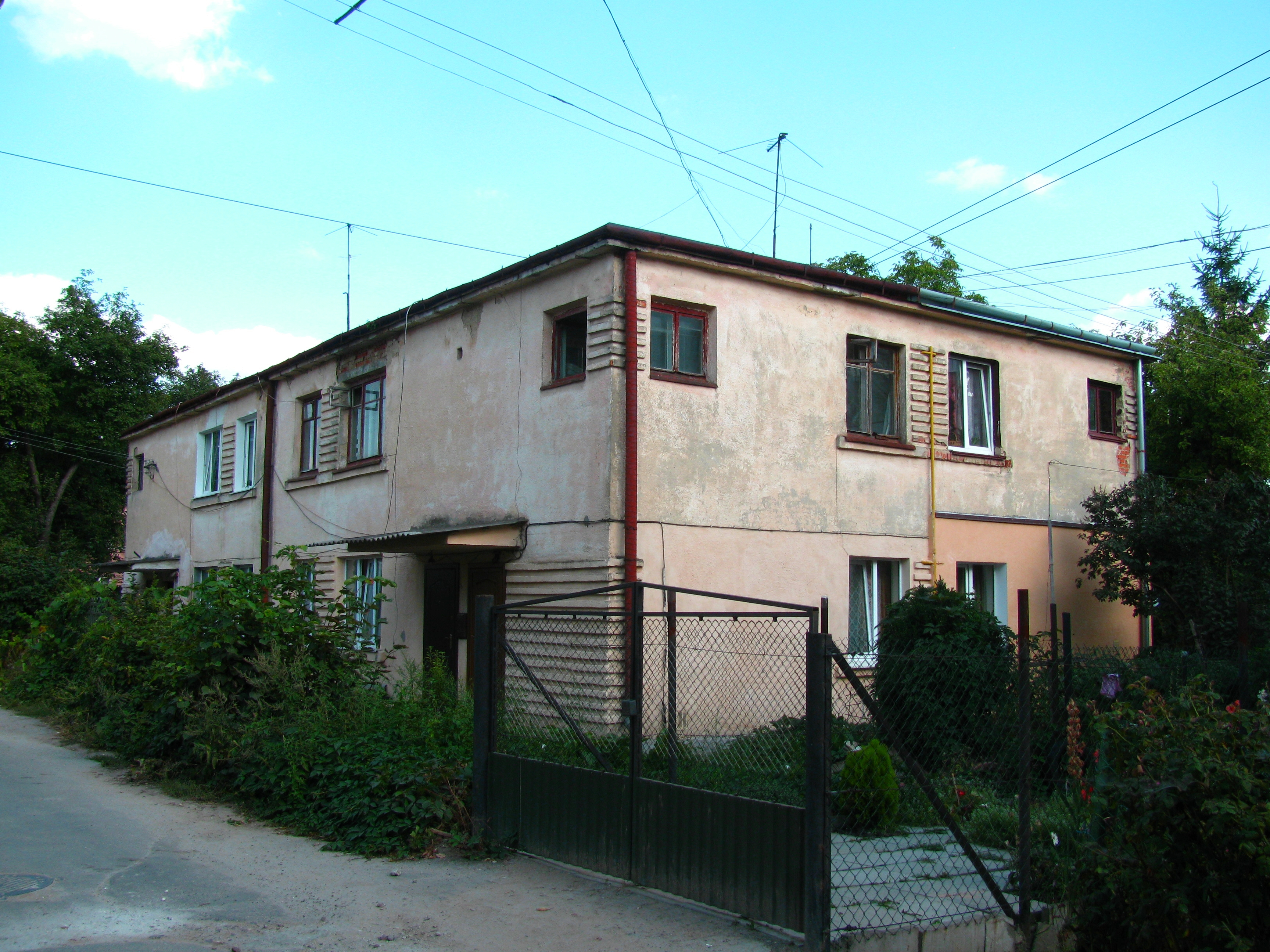
Житловий будинок (вул. Кругова, 6а)
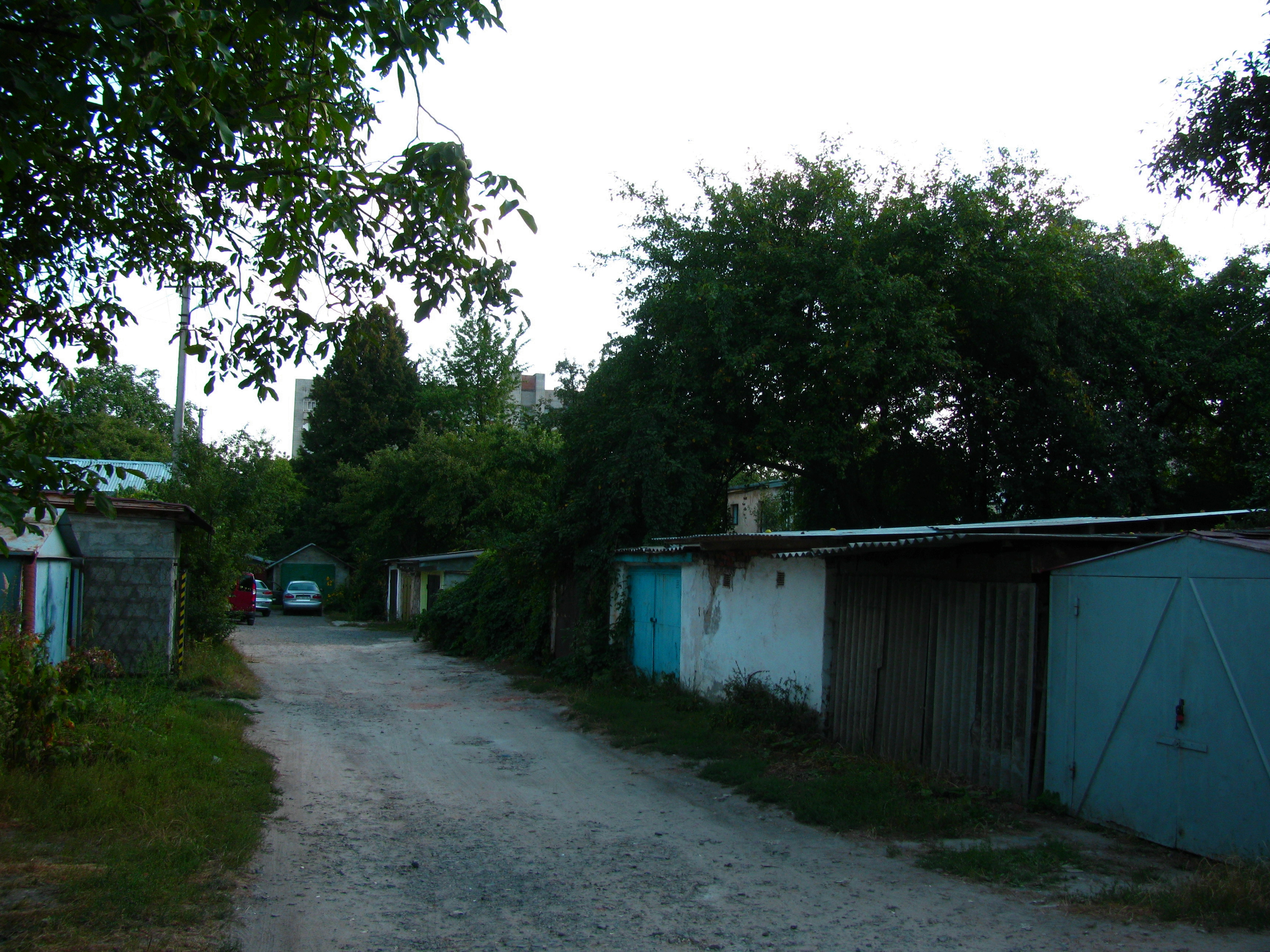
Тупик з гаражами